# Chester Schaeffer
Pour les articles homonymes, voir Schaeffer.
Chester Schaeffer, né le 9 septembre 1902 à New York (États-Unis) et mort le 5 janvier 1992 à Santa Clara, en Californie (États-Unis), est un monteur américain.
Il a une trentaine de crédits de documentaires et de longs métrages, souvent pour des films de série B,.

## Biographie
Le premier crédit de montage de long métrage de Schaeffer est pour Le Fantôme de Canterville, réalisé par Jules Dassin en 1944, une production de MGM Studios à Hollywood. À l'ère du Studio system hollywoodien, les monteurs de film ont généralement fait un apprentissage au studio d'une dizaine d'années en tant que monteurs assistants avant d'être promus monteur et Schaeffer avait été  monteur en chef adjoint de Ben Lewis sur Les Invités de huit heures (Dinner at Eight, 1933), réalisé par George Cukor,.
Schaeffer a continué à monter pour les productions MGM jusqu'en 1949. Il est nommé pour un Oscar pour le drame Le Puits (1951), produit indépendamment. Le film est réalisé par Russell Rouse et initie leur collaboration étendue sur sept films.
Il est nommé pour un Emmy Award pour le programme télévisé Disney Davy Crockett: Indian Fighter (1954). Schaeffer a ensuite inséré les images des trois premiers programmes de diffusion "Davy Crockett" dans le long métrage Davy Crockett, roi des trappeurs (1955). Il a également travaillé sur le classique Le Désosseur de cadavres (1959) réalisé par William Castle. Le dernier long métrage de Schaeffer, Gros coup à Pampelune (1967), est également le dernier film de Rouse en tant que réalisateur. Schaeffer prend sa retraite du métier vers 1968.

## Voir également
- Liste de collaborations entre réalisateurs et monteurs